# Симонян, Грачик Рубенович
Грачик Рубенович Симонян (9 декабря 1928, с. Шинуайр, Горисский район, Армянская ССР — 29 января 2016, Ереван, Армения) — советский армянский историк, академик НАН Армении (1996), лауреат Государственной премии Республики Армения (2013).

## Биография
В 1952 году окончил исторический факультет Ереванского государственного университета. В том же году поступил на работу в газете «Советская Армения» в качестве литературного сотрудника, затем был направлен в Горис в качестве ответственного секретаря районной газеты. В 1953 г. был назначен инструктором Горисского районного комитета Компартии Армении, в 1957—1959 гг. — секретарь Горисского районного комитета Компартии Армении.
В 1962 году окончил Академию общественных наук при ЦК КПСС. В 1962 г. защитил кандидатскую диссертацию и опубликовал свою первую научную монографию. В 1969 г. защитил докторскую диссертацию, а в 1971 г. ему было присуждено звание профессора. В 1986 г. был избран членом-корреспондентом АН Армянской ССР, а 1996 г. — академиком Национальной Академии Наук РА.
С 1964 года вёл преподавательскую деятельность в Ереванском государственном университете и различных вузах Армении.
С 1962 г. — в Институте истории партии при ЦК КП Армении (Армянский филиал Института марксизма-ленинизма ЦК КПСС):
- 1962—1966 гг. — старший научный сотрудник,
- 1966—1977 гг. — руководитель преподавательского состава, первый заместитель руководителя отдела,
- 1977—1990 гг. — директор института.

В 1990—1991 гг. — академик-секретарь отделения истории и экономики АН Армянской ССР, а в 1991—1994 гг. председатель комитета культурных связей с армянской диаспорой.
В 1994—2007 гг. — советник президента НАН Республики Армения, одновременно — заведующий кафедрой истории Армении Ереванского государственного университета (1999—2003), а с 2004 г. — профессор этой кафедры.
Избирался членом ЦК Компартии Армении, депутатом районных и городских советов, Верховного Совета Армянской ССР и Национального Собрания Республики Армения. В 2008—2012 гг. возглавлял отделение геноцидоведения Института арменоведческих исследований Ереванского государственного университета.
Сын — историк Арам Грачаевич Симонян.